# ХИМ
ХИМ (на английски: HIM) e музикална група от Хелзинки, Финландия.
Формирана е през 1991 година (под друго име) от вокалиста Виле Вало, китариста Мико Линдстрьом и басиста Мико Паананен. Името на групата е планирано да бъде „His Infernal Majesty“, но по-късно преминава към много по-простото ХИМ.

## Стил
Стилът на групата е спорен. Музикалният им стил често е бил отнасян към така наречения стил „Love metal“ или в превод любовен метъл. Музикално състава смесва влияния от хардрока и ранният хевиметъл. Критици ги отнасят към отделни течения в метъл музиката, а и много от песните им се различават в стилово отношение. Често техните творби са отнасяни към готик рок, готик метъл, алтернативен метъл и хевиметъл. Виле Вало твърди, че стилът на групата е Love Metal.

## Heartagram
Хартаграмът е лого на ХИМ, измислено е от Виле Вало на 20-ия му рожден ден. Представлява обърнат пентаграм, чиито краища са заоблени като сърце. За него Вало казва, че „е смесица между доброто и злото, между любовта и омразата.“ Според него хартаграмът представлява любовта и смъртта. Баланса между омразата и любовта-двете най-силни изразни средства в текстовете на Виле.

## Сегашни членове
- Виле Вало – първостепенни вокали
- Мико Линдстрьом – китара
- Мико Паананен – бас китара, второстепенни (бекинг) вокали
- Мика Карпинен – барабани
- Яне Пууртинен – кийборд (клавир), бекинг вокали

## Дискография
„666 Ways To Love EP“ – 10 октомври 1996
- 01 Stigmata Diaboli
- 02 Wicked Game
- 03 Dark Secret Love
- 04 The Heartless

„Greatest Lovesongs, Vol.666“ – 20 ноември 1997
- 01 Your Sweet Six Six
- 02 Wicked Game
- 03 The Heartless
- 04 Our Diabolikal Rapture
- 05 It's All Tears (Drown In This Love)
- 06 When Love And Death Embrace
- 07 The Beginning Of The End
- 08 (Don't Fear) The Reaper
- 09 For You

„Razorblade Romance“ – 24 януари 2000
UK Version
- 01 Your Sweet 666
- 02 Poison Girl
- 03 Join Me In Death
- 04 Right Here In My Arms
- 05 Bury Me Deep Inside Your Heart
- 06 Wicked Game
- 07 I Love You
- 08 Gone With The Sin
- 09 Razorblade Kiss
- 10 Resurrection
- 11 Death Is In Love With Us
- 12 Heaven Tonight

Euro Version
- 01 I Love You
- 02 Poison Girl
- 03 Join Me (Album Version)
- 04 Right Here In My Arms
- 05 Gone With The Sin
- 06 Razorblade Kiss
- 07 Bury me deep inside
- 08 Heaven Tonight
- 09 Death Is In Love With Us
- 10 Resurrection
- 11 One Last Time

„Deep Shadows and Brilliant Highlights“ 27 август 2001
- 01 Salt In Our Wounds
- 02 Heartache Every Moment
- 03 Lose You Tonight
- 04 In Joy And Sorrow
- 05 Pretending
- 06 Close To The Flame
- 07 You Are The One (Limited Digipack Bonus Track)
- 08 Please Don't let It Go
- 09 Beautiful
- 10 In Love And Lonely (Limited Digipack Bonus Track)
- 11 Don't Close Your Heart
- 12 Love You Like I Do

„Love Metal“ – 10 септември 2003
- 01 Buried Alive By Love
- 02 The Funeral of Hearts
- 03 Beyond Redemption
- 04 Sweet Pandemonium
- 05 Soul on Fire
- 06 The Sacrament
- 07 The Fortress of Tears
- 08 Circle Of Fear
- 09 Endless Dark
- 10 The Path
- 11 Loves Requiem (Limited Edition Bonus Track)

„And Love Said No 1997 – 2004“ – 15 май 2004
Greatest Hits CD
- 01 And Love Said No
- 02 Join Me
- 03 Buried Alive By Love
- 04 Heartache Every Moment
- 05 Solitary Man
- 06 Right Here In My Arms
- 07 The Funeral Of Hearts
- 08 In Joy And Sorrow
- 09 Your Sweet 666
- 10 Gone With The Sin
- 11 Wicked Game
- 12 The Sacrament
- 13 Close To The Flame
- 14 It’s All Tears (UK Only Bonus Track)
- 15 Poison Girl
- 16 Pretending
- 17 When Love and Death Embrace

DVD – Live At Semifinal
- 01 Soul On Fire
- 02 The Funeral of Hearts
- 03 Beyond Redemption
- 04 Sweet Pandemonium
- 05 Buried Alive By Love
- 06 The Sacrament

„3 CD Boxset“ – 27 септември 2004
Razorblade Romance
- 01 I Love You
- 02 Poison Girl
- 03 Join Me
- 04 Right Here In My Arms
- 05 Gone With The Sin
- 06 Razorblade Kiss
- 07 Bury Me Deep Inside
- 08 Heaven Tonight
- 09 Death Is In Love With Us
- 10 Resurrection
- 11 One Last Time

Deep Shadows and Brilliant Highlights – 27 август 2001
- 01 Salt In Our Wounds
- 02 Heartache Every Moment
- 03 Lose You Tonight
- 04 In Joy And Sorrow
- 05 Pretending
- 06 Close To The Flame
- 07 Please Don't Let It Go
- 08 Beautiful
- 09 Don't Close Your Heart
- 10 Love You Like I Do

Greatest Love Songs Vol. 666
- 01 Your Sweet Six Six Six
- 02 Wicked Game
- 03 The Heartless
- 04 Our Diabolikal Rapture
- 05 It's All Tears (Drown In This Love)
- 06 When Love And Death Embrace
- 07 The Beginnning Of The End
- 08 (Don't Fear) The Reaper
- 09 For You

„Dark Light“ – 26 Sep 2005
- 01 Vampire Heart
- 02 Rip Out The Wings Of A Butterfly
- 03 Under The Rose
- 04 Killing Loneliness
- 05 Dark Light
- 06 Behind The Crimson Door
- 07 Face Of God
- 08 Drunk On Shadows
- 09 Play Dead
- 10 In The Night Side Of Eden
- 11 Venus (In Our Blood) (Limited Edition Bonus Track)
- 12 The Cage (Limited Edition Bonus Track

„VENUS DOOM“ – 19 септември 2007
- 01 Venus Doom
- 02 Love in Cold Blood
- 03 Passion's Killing Floor
- 04 Kiss of Dawn
- 05 Sleepwalking Past Hope
- 06 Dead Lover's Lane
- 07 Song or Suicide
- 08 Bleed Well
- 09 Cyanide Sun
- 10 Love in Cold Blood (Special K Remix)
- 11 Dead Lover's Lane (Special C616 Remix)
- 12 Bleed Well (Accoustic Version)

„SCREAMWORKS: LOVE IN THEORY AND PRACTICE“ – февруари 2010
- 1. In Venere Veritas
- 2. Scared To Death
- 3. Heartkiller
- 4. Dying Song
- 5. Disarm Me (With Your Loneliness)
- 6. Love, The Hardest Way
- 7. Katherine Wheel
- 8. In The Arms Of Rain
- 9. Ode To Solitude
- 10. Shatter Me With Hope
- 11. Acoustic Funeral (For Love In Limbo)
- 12. Like St. Valentine
- 13. The Foreboding Sense Of Impending Happiness

„XX – Two Decades Of Love Metal“ – 29 октомври 2012
1. „Strange World“ – 4:08
2. „Join Me in Death“ – 3:36
3. „Heartkiller“ – 3:29
4. „Rip Out the Wings of a Butterfly“ – 3:30
5. „The Kiss of Dawn (Radio Edit)“ – 3:54
6. „The Funeral Of Hearts (Radio Edit)“ – 3:37
7. „Right Here In My Arms (Radio Edit)“ – 3:23
8. „Pretending“ – 3:54
9. „Buried Alive By Love (Radio Edit)“
10. „Gone With The Sin“ – 4:22
11. „Your Sweet Six Six Six“ – 3:56
12. „The Sacrament (Radio Edit)“
13. „Wicked Game“ – 4:04
14. „Killing Loneliness“ – 4:29
15. „Bleed Well (Radio Edit)“ – 3:45
16. „In Joy And Sorrow (Radio Edit)“ – 3:33
17. „Poison Girl“ – 3:51
18. „Scared to Death“ – 3:40
19. „When Love And Death Embrace (Radio Edit)“ – 3:36
20. „Heartache Every Moment“ – 3:56

„TEARS ON TAPE“ – 2013
„Tears On Tape“ е името на следващия албум, чиито записи на песните започнаха в студио Finnvox.
Продуцент е Hiili Hiilesmaa.
29 април е датата, през която се очаква новият албум на излезе. Две от 13те песни „Strange world“ и „All lips go blue“ вече са в достъпни в интернет.

## Официални сайтове
- HIM's official European site Архив на оригинала от 2003-07-17 в Wayback Machine.
- HIM's official Finnish site Архив на оригинала от 2007-02-18 в Wayback Machine.
- HIM's official MySpace site
- HIM's Facebook
- Български фенсайт на HIM